# Огородный минёр
Огородный минёр, или многоядный минёр (лат. Phytomyza horticola) — вид двукрылых из семейства минирующих мух.

## Описание
Тёмно-коричневые мухи с густым сероватым налетом на груди. Длина крыла 2,2-2,7 мм. Голова светло-желтая. Усики коричневые. На голове три лобно-орбитальных щетинки. Глаза покрыты очень редкими короткими волосками. От вида Phytomyza syngenesiae достоверно отличается только строением гениталий самца. Поддерживающий склерит дистифаллуса (вершина эдеагуса) расщеплен до основания.

## Биология

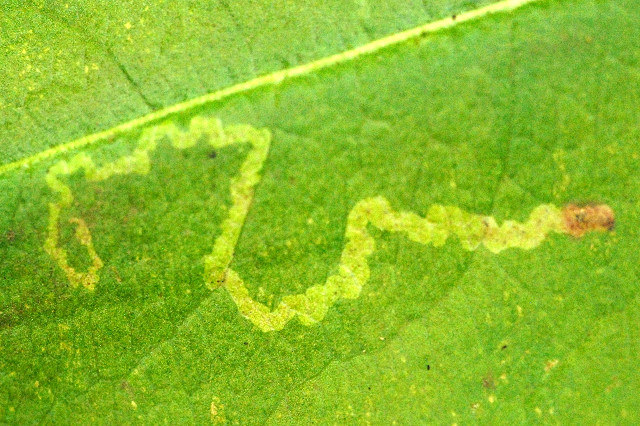
Мина на листе, образуемая Phytomyza horticola

Развивается на растениях, относящихся к менее 237 родам из 42 семейств. Из культурных растений повреждает лук, хризантемы, салат-латук, тыквенные, фасоль, горох, томат, нут, мяту, редьку, капусту и другие крестоцветные культуры. Наиболее восприимчивы к повреждениям молодые растения.
Самка откладывает яйца на кончике и боковых краях листа и преимущественно на нижней поверхности листа. Индивидуальная плодовитость варьировует от 100 до 500 яиц, В день может быть отложено до 50 яиц. В Европе развивается от трех до четырёх поколений в год.

## Распространение
Встречается на большей части территории Африки, Евразии, отсутствуюет в Австралии и Новом Свете.